# Округ (Баварія)

7 округів Баварії

Округ у вільній державі Баварія — це третя комунальна ланка територіальної громади над муніципалітетами (перша ланка) та районами (друга ланка). Ця ланка окрім Баварії існує також в Рейнланд-Пфальці (колишньому баварському Пфальці) як Об'єднання округів Пфальцу, в ширшому сенсі як Вищі комунальні об'єднання також в Нижній Саксонії та Північному Рейн — Вестфалії (Окружні об'єднання), а також в Гессені та Саксонії (Окружні об'єднання добробуту).

## Відношення до адміністративних округів
Округи в Баварії — це органи місцевого самоуправління, в які входять декілька районів. Райони округу відносяться відповідно до однойменних адміністративних округів, що належать до компетенції адміністрації округу як органу влади середньої ланки. Таким чином, в Баварії, на відміну від відомства ландратів, які одночасно є державними та комунальними органами влади, існують два окремих органи влади: окружне керівництво та адміністрація округів.

## Сім баварських округів
| Розташування | Герб | Округ                                  | Столиця    | AGS | Скорочення | Площа, км² | Населення (09.2005) | осіб/км² |
| ------------ | ---- | -------------------------------------- | ---------- | --- | ---------- | ---------- | ------------------- | -------- |
|              |      | Верхня Баварія (нім. Oberbayern)       | Мюнхен     | 091 | OB         | 17 529,63  | 4 232 962           | 241      |
|              |      | Нижня Баварія (нім. Niederbayern)      | Ландсхут   | 092 | NB         | 10 329,91  | 1 197 631           | 116      |
|              |      | Верхній Пфальц (нім. Operpfalz)        | Регенсбург | 093 | OPf.       | 9 691,03   | 1 090 318           | 113      |
|              |      | Верхня Франконія (нім. Oberfranken)    | Байройт    | 094 | Ofr.       | 7 231,00   | 1 103 239           | 153      |
|              |      | Середня Франконія (нім. Mittelfranken) | Ансбах     | 095 | Mfr.       | 7 244,85   | 1 708 841           | 236      |
|              |      | Нижня Франконія (нім. Unterfranken)    | Вюрцбург   | 096 | Ufr.       | 8 530,99   | 1 342 308           | 157      |
|              |      | Швабія (нім. Schwaben)                 | Аугсбург   | 097 | Schw.      | 9 992,03   | 1 789 698           | 179      |

## Органи управління
Органами управління округів є беціркстаг, окружний комітет та президент беціркстагу.

## Інтернет-джерела
- Bezirksordnung für den Freistaat Bayern(нім.)
- Emma Mages: Bezirke [Архівовано 20 травня 2011 у Wayback Machine.] в Historisches Lexikon Bayerns(нім.)
- Verband der bayerischen Bezirke [Архівовано 22 липня 2011 у Wayback Machine.](нім.)